# نیل سفید

موقعیت نیل سفید و نیل آبی در آفریقا

نیل سفید (به عربی: النيل الأبيض) یک رود در آفریقا است که با پیوستن به رود نیل آبی، نیل اصلی را تشکیل می‌دهد طول این رود حدود ۳٬۷۰۰ کیلومتر (۲٬۳۰۰ مایل) است که سرچشمه آن دریاچه ویکتوریا است و از دریاچه آلبرت در اوگاندا می‌گذرد و سپس در خارطوم، سودان به رود نیل آبی می‌پیوندد. البته در مورد سرچشمه واقعی آن هنوز جای بحث وجود دارد. برخی سرچشمه اصلی را رود کاگرا می‌دانند که سرچشمه دریاچه ویکتوریا است
در قرن نوزدهم تلاش برای یافتن سرچشمه رود نیل متمرکز بر نیل سفید بود و به علت آنکه سرچشمه این در ناحیه‌های ناشناخته آفریقا بود. جستجو در جنگل‌های آفریقا نمادی از جستجوی سرچشمه نیل سفید شده‌بود.علت سفید بودن این رود وجود آبرفت های سفید رنگ در رود سوباط در حبشه است که به نیل می پیوندد

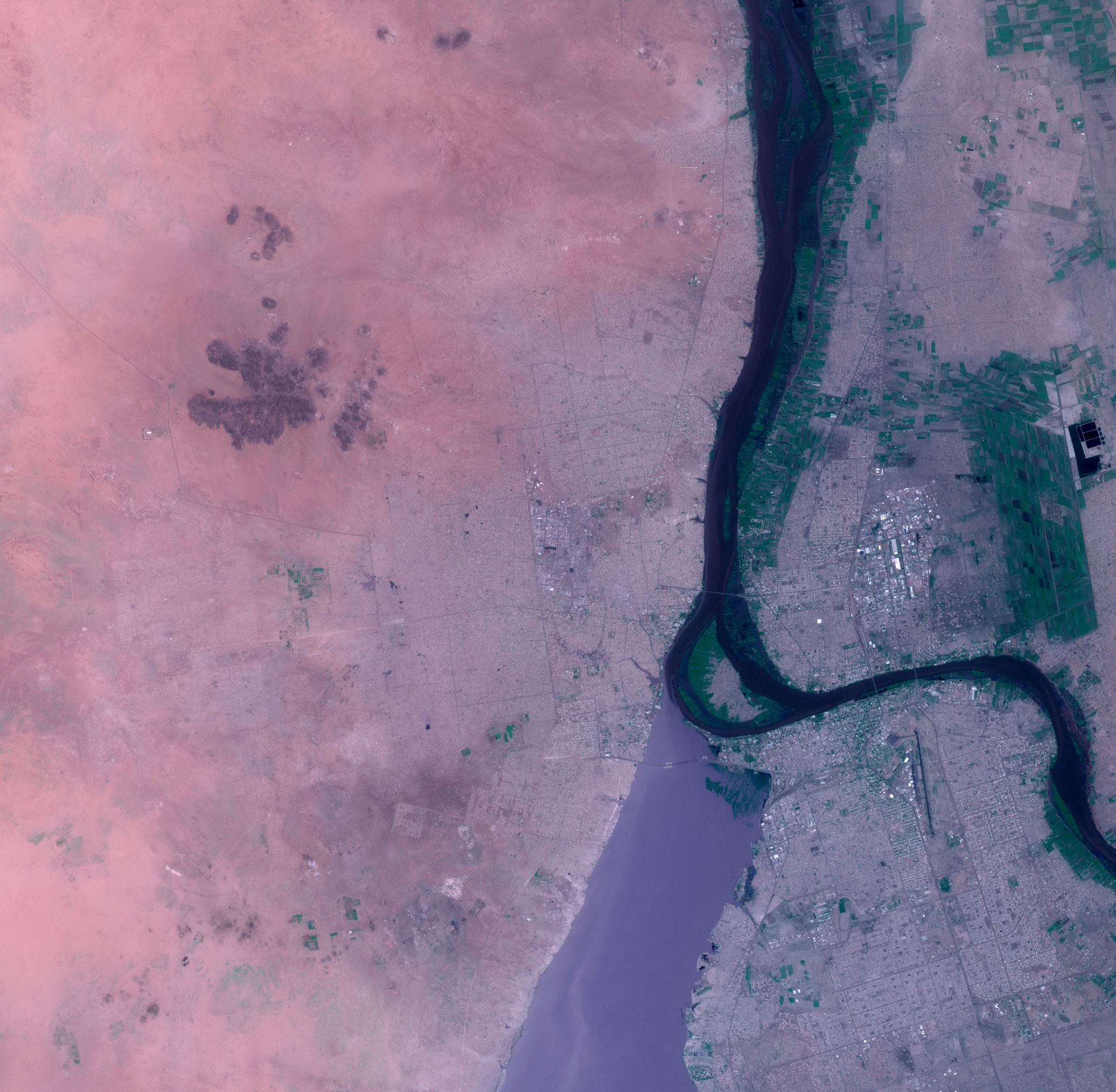
تصویر ماهواره‌ای بهم پیوستن دو رود در سودان